# David Glen Eisley
David Glen Eisley (5 september 1952) is een Amerikaans acteur en muzikant.
Eisley werd geboren in Los Angeles, Californië. Hij is Anthony Eisleys biologische zoon. Op de middelbare school speelde hij drums voor de band Mammoth, een Iron Butterfly coverband. Hij speelde in de AOR-bands Giuffria (1982-1988) en Dirty White Boy (1988-1991). Hij zong ook voor Sorcery in de vroege jaren 80, en speelde mee op "Sorcery 2" en "Sorcery Live". 
David Eisley speelde in de tv-shows Beverly Hills 90210 en 7th Heaven, de film Action Jackson en heeft gespeeld in diverse commercials. Zijn nummer Sweet Victory was te horen in Band Geeks, een aflevering van SpongeBob SquarePants. Hij heeft een solo-album, getiteld Stranger from the Past, dat dertien tracks bevat.
Hij was tot haar dood in 2024 getrouwd met de actrice Olivia Hussey, met wie hij een dochter heeft India Eisley, ook actrice.

## NPO Radio 2 Top 2000
Van David Glen Eisley stond alleen Sweet Victory in 2018 in de NPO Radio 2 Top 2000, op plek 1689.
- International Standard Name Identifier: 0000 0003 7252 974X
- Library of Congress Control Number: no2006096240
- MusicBrainz: 72f6b88f-fb1d-4156-9645-a5219d4790ef
- Virtual International Authority File: 316786700
- WorldCat: E39PBJkTb6jrv8gmD4ctHhppT3